# Champagné-les-Marais
 Champagné-les-Marais  es una comuna y población de Francia, en la región de País del Loira, departamento de Vendée, en el distrito de Fontenay-le-Comte y cantón de Chaillé-les-Marais.
La población de la comuna en el censo de 1999 era de 1.327 habitantes.
Está integrada en la Communauté de communes des Isles du Marais Poitevin.

## Demografía
| 1180 | 1146 | 1020 | 1188 | 1257 | 1327 |
| Para los censos de 1962 a 1999 la población legal corresponde a la población sin duplicidades (Fuente: INSEE [Consultar]) |      |      |      |      |      |